# De Havilland Sea Vixen
De Havilland DH.110 Sea Vixen byl britský dvoumístný dvoumotorový proudový palubní stíhací letoun, zařazený do služby u Fleet Air Arm (letecká složka Royal Navy). Sea Vixen představoval výkonný stroj pro vzdušnou ochranu loďstva po celá 60. a na počátku 70. let 20. století. Byl navržen společností de Havilland Aircraft Company během pozdních čtyřicátých let v její továrně v Hatfieldu v Hertfordshire na základě zkušeností s dřívějšími stíhačkami první generace této společnosti. Později nesl letoun název Hawker Siddeley Sea Vixen poté, co firmu de Havilland roku 1960 pohltil Hawker Siddeley.
Sea Vixen byl prvním britským dvoumístným bojovým letounem, který dosáhl nadzvukové rychlosti, i když nikoli ve vodorovném letu. Byl provozován na britských letadlových lodí a zúčastnil se operací v Tanganice, Adenu a v Jemenu. V roce 1972 byly Sea Vixeny vyřazeny ze služby a nahradily je americké letouny McDonnell Douglas Phantom FG.1. Od roku 2017 není žádný ze Sea Vixenů letuschopný.

## Vývoj

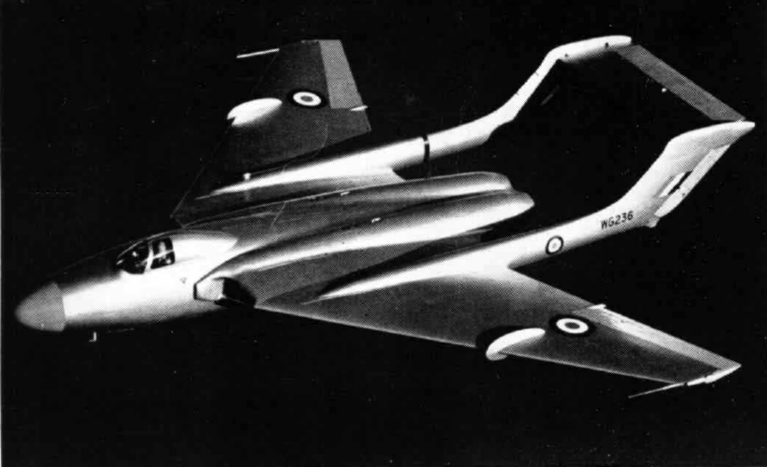
Prototyp DH.110 WG286 v roce 1952

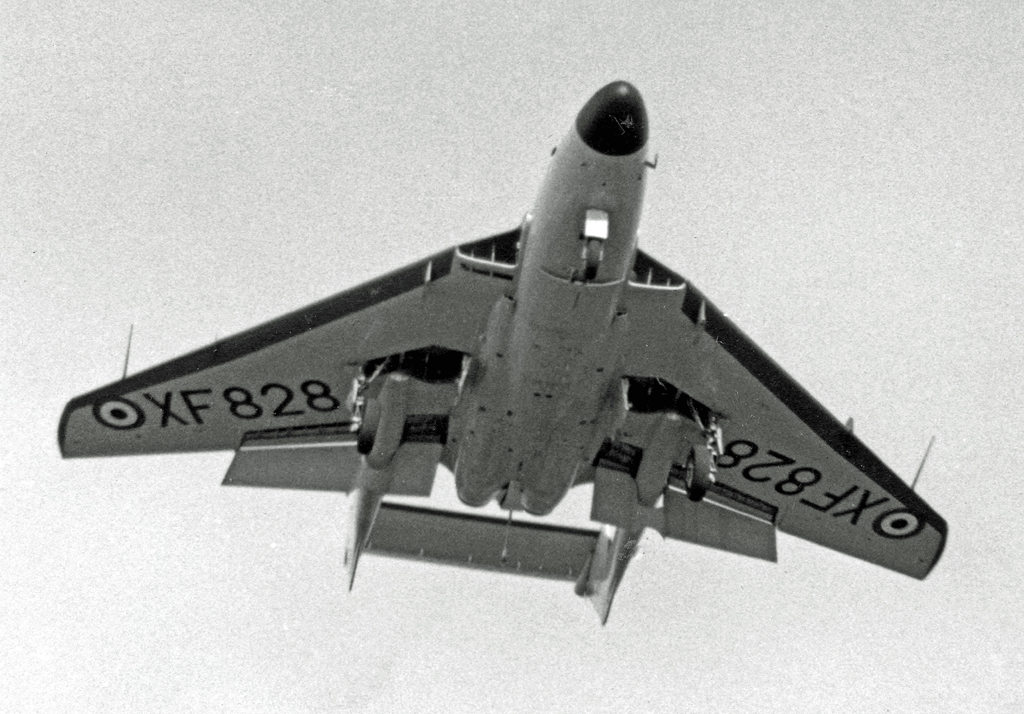
Jeden z prototypů v roce 1955 na Farnborough Air Show

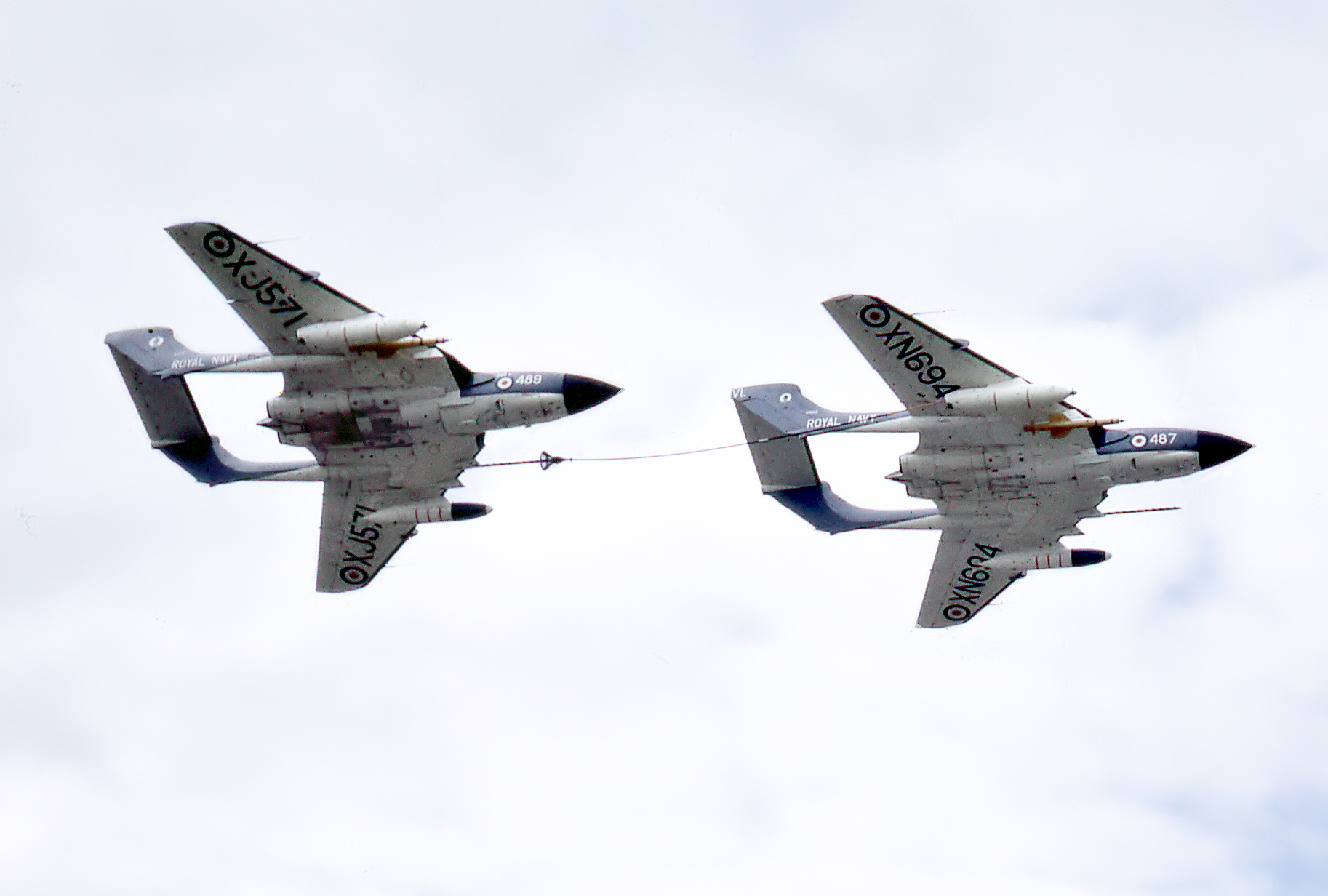
Dva Sea Vixeny FAW.1 (XJ571 & XN694) z 899 Sqn, jeden doplňuje palivo druhému, 60. léta Farnborough Air Show

Stroj vznikl pod názvem DH.110 jako vysokovýkonný stíhací letoun vyzbrojený řízenými střelami, schopný operovat za každého počasí. Uživatelem se měla stát Royal Air Force (RAF) i Fleet Air Arm. Admiralita požadovala konstrukci stroje pro vzdušnou ochranu loďstva, který by nahradil zastarávající typ de Havilland Sea Venom. Ačkoli se RAF rozhodla zakoupit stroje Gloster Javelin, konkurenta DH.110, de Havilland pokračoval v projektu na vlastní náklady. Koncem 50. let přišla objednávka Royal Navy a letoun byl zařazen do služby u Fleet Air Arm.
Prototyp se dostal poprvé do vzduchu 26. září 1951, za řízením seděl John Cunningham. O rok později byl prototyp zničen při katastrofě na Farnborough Airshow. Dne 6. září 1952 demonstroval stroj na veřejnosti schopnost překročit rychlost zvuku, ale po vybrání střemhlavého letu se rozpadl a v jeho troskách zahynulo 31 lidí, včetně dvojčlenné osádky (Zkušební pilot a držitel rychlostního rekordu John Derry, operátor palubní elektroniky Tony Richards). Havárie byla následně připsána nevhodně konstruovanému hlavnímu nosníku křídla, kdy v ostré zatáčce došlo k odlomení koncové části nosné plochy. Okamžitý posun těžiště letounu způsobil prudký náklon s přetížením 12G, což vedlo k odpadnutí kabiny a ocasní části letounu a vytržení motorů z trupu. Jedna pohonná jednotka dopadla s velkou dávkou štěstí na prázdné parkoviště, zatímco druhá vlétla do zcela zaplněného hlediště mezi diváky a způsobila převážnou většinu smrtelných zranění. Další z návštěvníků byli zasaženi troskami kabiny, které padaly do vyhrazeného prostoru pro návštěvníky podél celé vzletové a přistávací dráhy. Nehoda vedla k přijetí velmi striktních pravidel týkajících se pořádání leteckých dnů ve Spojeném království a od té doby už nikdy v Británii nedošlo během airshow k úmrtí diváka v důsledku závady nebo havárie předváděného letounu.
Na základě vyšetřování příčiny havárie byly do nově postavených strojů zapracovány nutné změny konstrukce. V roce 1955 vznikl a vykonal první let další již předsériový kus, částečně s námořním vybavením, celkově zpevněným křídlem a upraveným profilem náběžné hrany (ačkoli křídlo stále ještě nebylo možné sklápět). V roce 1956 tento stroj provedl úplné přistání na palubě letadlové lodi HMS Ark Royal. O rok později vznikl první sériový Sea Vixen, verze Sea Vixen FAW.20 (fighter all-weather, stíhací letoun pro každé počasí). Později se označení změnilo na FAW.1. V červenci 1959 vstoupilo do služby u Fleet Air Arm prvních více než sto letounů verze FAW.1.
Letoun měl dva nosníky ocasních ploch, stejně jako de Havilland Sea Vampire a de Havilland Sea Venom. Sea Vixen byl první britský letoun vyzbrojený pouze řízenými či neřízenými střelami nebo pumami. Verze FAW.1 nesla čtyři střely vzduch-vzduch de Havilland Firestreak s infračerveným naváděním, dvě raketnice s neřízenými střelami Microcell ráže dva palce (51 mm) a pod křídlo mohly být zavěšeny čtyři pumy o hmotnosti po 500 lb (227 kg) nebo dvě po 1 000 lb (454 kg). Pohon letounu obstarávala dvojice proudových motorů Rolls-Royce Avon 208 s tahem po 50,0 kN, která umožňovala dosažení rychlosti 1 110 km/h, bojový dolet činil 1 000 km.
Původní návrh DH.110 (nabízený RAF) měl mít dle prospektu výzbroj tvořenou kanóny. Proběhly zkoušky s kanóny ADEN ráže 30 mm, ale ukázalo se, že účinky zpětného rázu zbraní trhají jejich úchyty na draku letounu. Řešení se našlo v instalaci zesílení dřevěnými hranoly, které měly zachytit síly zpětného rázu zbraní. Tak se DH.110 stal posledním britským stíhacím letounem, v jehož konstrukci bylo použito dřevo. Nakonec ale došlo k sejmutí kanónů z letounu a zůstalo u výzbroje tvořené pouze řízenými střelami.
Pilotní kabina s vystouplým překrytem byla posunuta mírně vlevo od podélné osy trupu. Druhý člen osádky (navigátor a současně operátor palubního radaru) měl kabinu vpravo, zcela ukrytou pod povrchem letounu, do které se vstovalo shora dvířky s malým okénkem. U bojových jednotek se této kabině přezdívalo „sklep na uhlí“.
Sea Vixen FAW.2 vznikl jako následník FAW.1 a byl v mnoha ohledech vylepšen. Mimo střel Firestreak mohl nosit i modernější Red Top, čtveřici raketnic SNEB nebo protizemní řízené střely Bullpup. Zvětšené nosníky ocasních ploch přečnívaly mírně nad a před křídlo a tak vznikly nové prostory pro zásoby paliva i systémy ECM (radioelektronického boje). Změny v aerodynamice ale znamenaly, že na stroj už nemohly být zavěšovány pumy o hmotnosti 454 kg. Nejjednodušším rozlišovacím prvkem FAW.1 a FAW.2 jsou právě nosníky ocasních ploch prodloužené před křídlo u druhé z verzí.
Prototyp FAW.2 vzlétl poprvé v roce 1962 a do služby k bojovým perutím FAA začal přicházet od roku 1964. Nově bylo postaveno 29 kusů, dalších 67 vzniklo přestavbou starších FAW.1, které byly postupně vyřazovány od roku 1966.
Kariéra FAW.2 na palubách britských letadlových lodí skončila v roce 1972. Plánovalo se nahrazení Sea Vixenů americkými McDonnell F-4 Phantom II, kdy lodě Ark Royal a Eagle měly být upraveny k jejich příjmu a hangárování. Protože kvůli úsporám došlo k vyřazení HMS Eagle ze služby, přestavěna byla jenom Ark Royal.
Nevelký počet Sea Vixenů přišel do služby v méně atraktivní roli létajících terčů jako Sea Vixen D.3. Pouze tato varianta původního DH.110 mohla překročit rychlost zvuku ve vodorovném letu, a to díky podstatně zvýšenému tahu motorů a demontáži mnoha součástí výstroje, pro tento případ zbytečných. Nakonec ale nebyly jako létající terče použity ; jedním z původních D.3 je i poslední letuschopný Sea Vixen. Další kusy byly upraveny k vlekání cvičných cílů pro vzdušnou střelbu a značeny jako TT.2.

## Služba

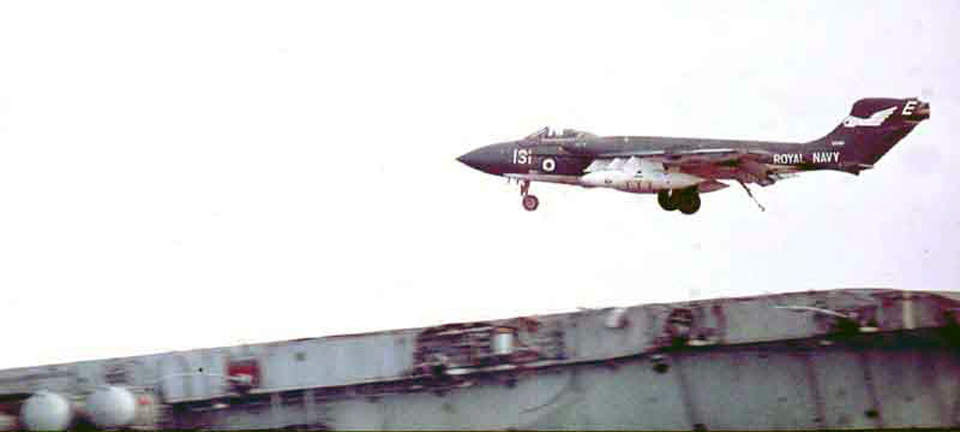
Přistání na HMS Eagle ve Středomoří.

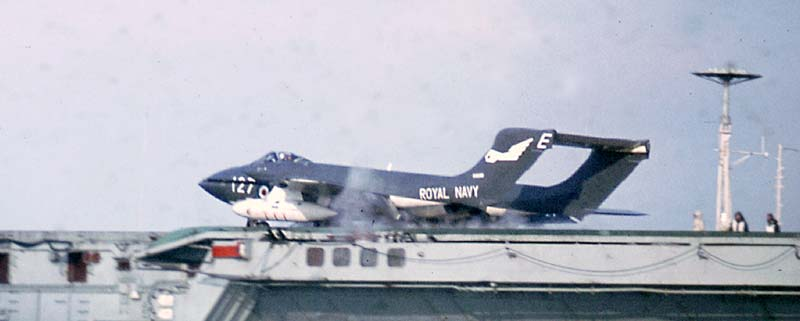
Sea Vixen na palubě HMS Eagle, 1970

Během služby u Fleet Air Arm se letouny žádného válečného konfliktu nezúčastnily, ačkoli vykonaly mnoho letů v podmínkách téměř bojových. V roce 1961 prezident Iráku Abdul Karim Kásim vyhrožoval anexí sousedního Kuvajtu. Ten požádal o zahraniční vojenskou pomoc. Spojené království vyslalo do Perského zálivu velký počet válečných lodí včetně dvou letadlových, z nichž Sea Vixeny prováděly hlídkové lety nad celou oblastí. Tváří v tvář mohutným námořním silám Kásimova útočnost postupně ochabla a hrozící válka byla zažehnána.
V lednu 1964 došlo k nepokojům ve východoafrickém státě Tanganika, kde se vzbouřily 1. a 2. střelecký pluk na protest proti britským důstojníkům a poradcům, kteří, přes nezávislost země, stále veleli části tamních ozbrojených sil. Vzbouřenci zajali britského vysokého komisaře a obsadili letiště v hlavním městě Dar es Salaam. Spojené království reagovalo vysláním lehké letadlové lodi HMS Centaur, doplněné jednotkou námořní pěchoty. Sea Vixeny z této lodi vykonaly značný počet operačních letů, včetně poskytování vzdušného krytí námořním pěšákům, kteří provedli v Tanganice vrtulníkový výsadek. Pokus obnovit stabilitu země skončil úspěšně. V témže roce se typ opět vrátil do Perského zálivu, kde letouny ze vzduchu podporovaly britské jednotky při operacích proti domorodým vzbouřencům v jemenské oblasti Radfan, včetně útoků raketovými střelami na pozemní cíle.
Sea Vixeny se ve 2. polovině 60. let aktivně účastnily i námořní blokády Rhodesie, operace známé jako Beira Patrol. Při uvedené akci plnilo Royal Navy politický úkol zabránit dodávkám ropy do Rhodesie, která vyhlásila nezávislost. Britské námořnictvo bezmála deset let blokovalo přístup ropných tankerů do přístavů na pobřeží Mosambiku, tehdy portugalské kolonie, odkud vedl hlavní ropovod do vnitrozemské Rhodesie. Blokáda je typickým příkladem zbytečné a příliš drahé operace, která ovšem nemohla být přerušena z politických důvodů.
Roku 1967, opět v Perském zálivu, pomáhaly stroje Sea Vixen krýt ústup britských námořních sil z přístavu Aden. Této operace se zúčastnilo několik letadlových lodí Royal Navy: HMS Albion, HMS Centaur a HMS Eagle a výsadková loď HMS Fearless.
Sea Vixeny také předváděly akrobacii ve dvou skupinách Royal Navy: „Simon's Sircus“ a „Fred's Five“. Letoun s britskou civilní registrací G-CVIX vystupoval na leteckých dnech v barvách týmu Red Bull až do roku 2007, kdy obdržel kamuflážní schéma 899. námořní letecké peruti FAA. G-CVIX dnes vlastní a provozuje továrna de Havilland z letiště Bournemouth v jihoanglickém hrabství Dorset. Mnoho dalších strojů se zachovalo v dobrém stavu, ale nejsou letuschopné.

## Uživatelé

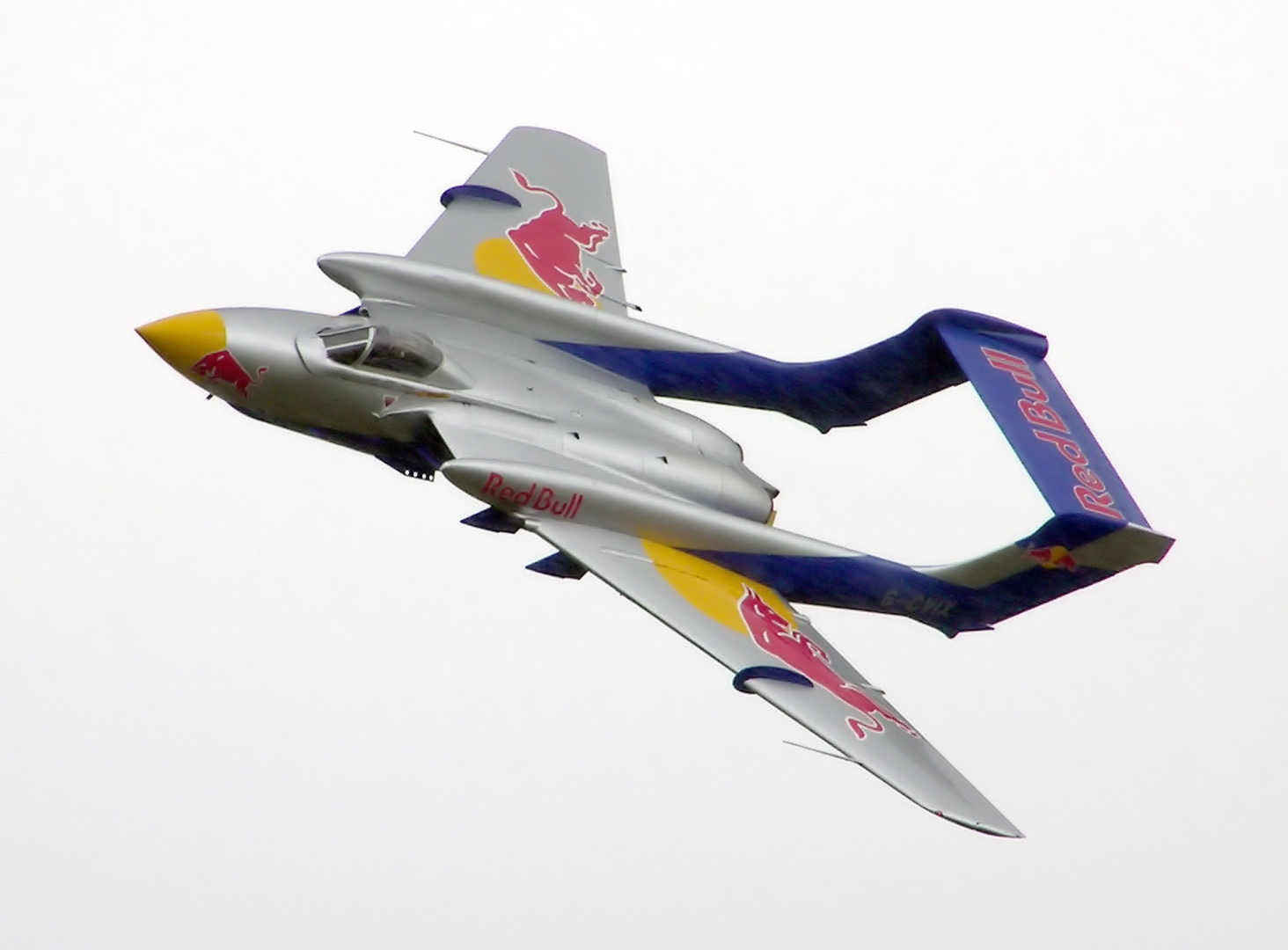
Sea Vixen v barvách týmu Red Bull na leteckém dni ve Velké Británii, 2004.

### Vojenští uživatelé
Spojené království
- Royal Navy – Fleet Air Arm
  - 700. námořní letecká peruť FAA
  - 766. námořní letecká peruť FAA
  - 890. námořní letecká peruť FAA
  - 892. námořní letecká peruť FAA
  - 893. námořní letecká peruť FAA
  - 899. námořní letecká peruť FAA

### Civilní uživatelé
- de Havilland (stroj G-CVIX)

## Dochované exempláře

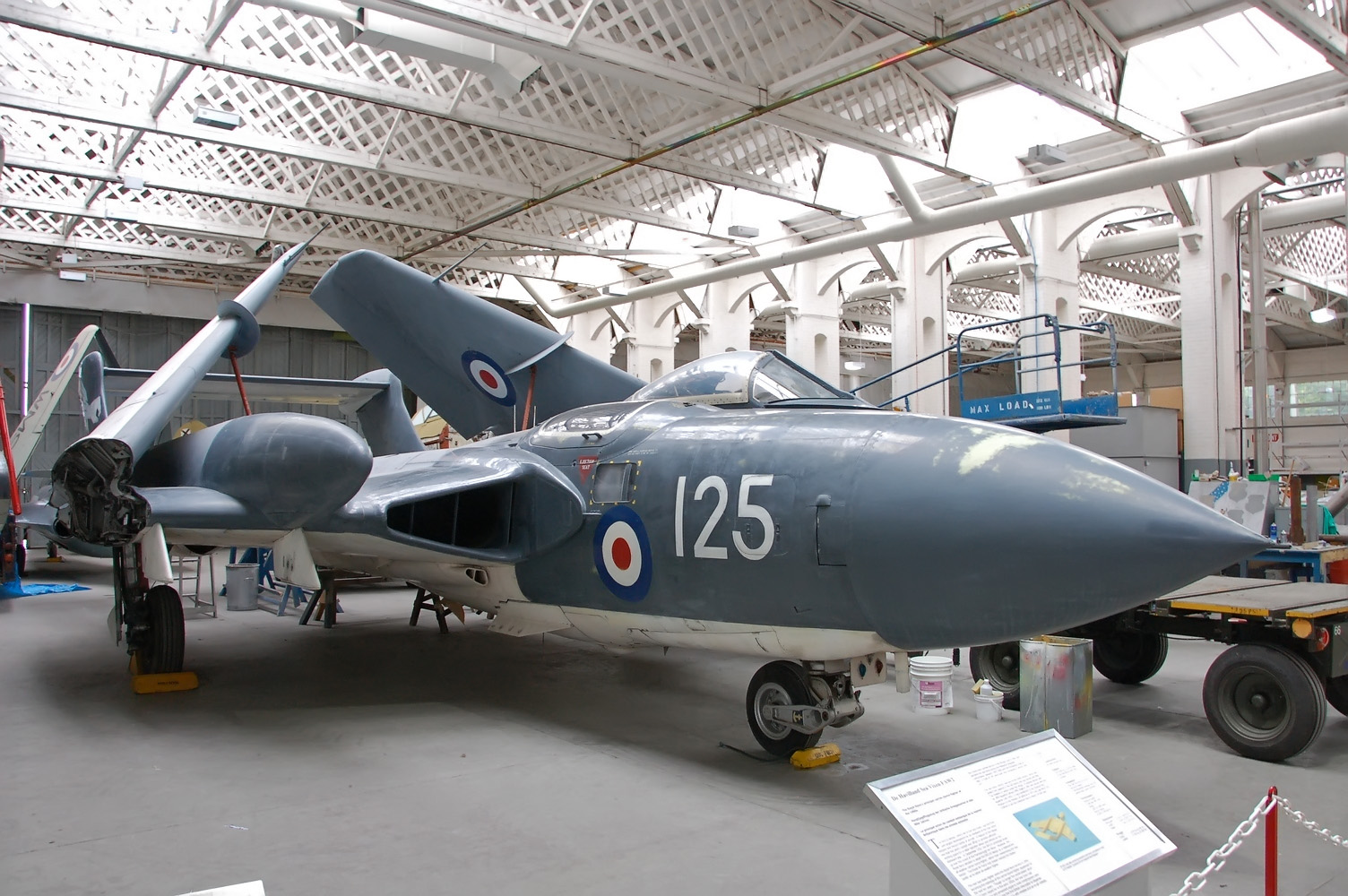
Sea Vixen FAW.2 Imperial War Museum, Duxford

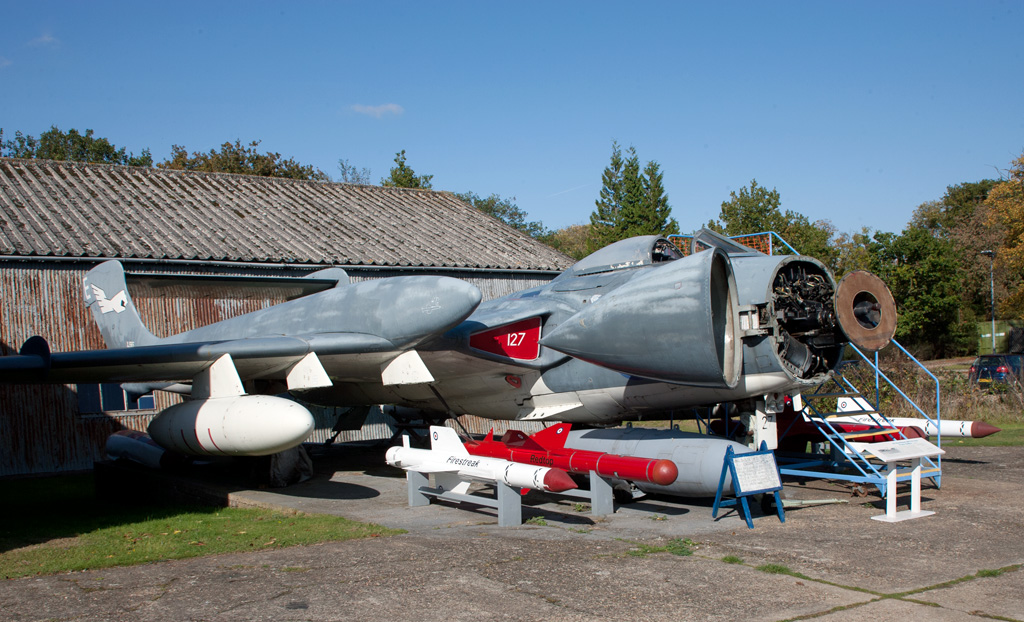
Sea Vixen v de Havilland Aircraft Heritage Centre.

- Sea Vixen FAW.1 XJ476, Solent Sky Museum, Hampshire. Pouze úsek trupu s kabinou.
- Sea Vixen FAW.1 XJ481, Fleet Air Arm Museum, RNAS Yeovilton, Somerset. Celý letoun, ale některé drobné části chybí.
- Sea Vixen FAW.1 XJ482, Norfolk and Suffolk Aviation Museum, Suffolk. Kompletní stroj, ale není letuschopný. Původně ve stavu akrobatické skupiny Fred's Five.
- Sea Vixen FAW.1 XJ488, Robertsbridge Aviation Society, East Sussex. Jenom příď trupu.
- Sea Vixen FAW.2 XJ490, Queensland Air Museum, Caloundra, Austrálie. Kompletní drak letounu bez vnitřních systémů a vybavení.
- Sea Vixen FAW.2 XJ494, Bruntingthorpe Aerodrome, Leicestershire. Kompletní stroj, ale není letuschopný.
- Sea Vixen FAW.2 XJ560, Newark Air Museum, Nottinghamshire. Kompletní stroj, ale není letuschopný.
- Sea Vixen FAW.2 XJ565, de Havilland Aircraft Heritage Centre, Hertfordshire. Kompletní stroj, ale není letuschopný. Původně ve stavu akrobatické skupiny Fred's Five.
- Sea Vixen FAW.2 XJ571, Solent Sky Museum, Hampshire. Udržovaný ve špičkovém technickém stavu.
- Sea Vixen FAW.2 XJ575, Wellesbourne Wartime Museum, Warwickshire. Pouze přední část trupu, po rekonstrukci.
- Sea Vixen FAW.2 XJ579, Midland Air Museum, Coventry. Jenom příď trupu.
- Sea Vixen FAW.2 XJ580, Tangmere Military Aviation Museum, West Sussex. Letoun ve velmi dobrém stavu.
- Sea Vixen FAW.2 XJ607, Queensland Air Museum, Caloundra, Austrálie. Jenom příďová část letounu.
- Sea Vixen FAW.2 XN647, v soukromém držení. Uložen na letišti Bruntingthorpe. Jenom příďová část.
- Sea Vixen FAW.2 XN650, v soukromém držení, pouze část přídě.
- Sea Vixen FAW.2 XN651, v soukromém držení, pouze část přídě. Kompletně rekonstruováno, výjimečně dobrý stav.
- Sea Vixen FAW.2 XN685, Midland Air Museum, Coventry.
- Sea Vixen FAW.2 XN696, Norfolk and Suffolk Aviation Museum, Suffolk. Pouze část přídě.
- Sea Vixen FAW.2 XP919, Blyth Valley Aviation Collection, Suffolk. Dle posledních informací z roku 2005 je částečně rozřezán.
- Sea Vixen D.3 XP924 (v současnosti G-CVIX), de Havilland Aviation, Bournemouth, Dorset. Letuschopný.
- Sea Vixen FAW.2 XP925, Sea Vixen Preservation Group, Surrey. Pouze část přídě.
- Sea Vixen FAW.2 XS576, IWM Duxford, Cambridgeshire. V dobrém stavu, aktuálně není letuschopný. Plánována kompletní rekonstrukce.
- Sea Vixen D.3 XS577, v soukromém držení ve Švýcarsku. Pouze část přídě.
- Sea Vixen TT.2 XS587 (v současnosti G-VIXN), Gatwick Aviation Museum, Surrey. Kompletní stroj s civilní registrací, aktuálně není letuschopný.
- Sea Vixen FAW.2 XS590, Fleet Air Arm Museum, RNAS Yeovilton, Somerset. Vynikající stav, aktuálně není letuschopný.

Zachycen stav k 10. říjnu 2007.

## Specifikace (Sea Vixen FAW.2)

Třípohledový nákres

### Technické údaje
- Posádka: 2 (pilot, operátor palubního radaru/navigátor)
- Rozpětí : 15,54 m
- Délka: 16,94 m
- Výška (na zemi): 3,28 m
- Nosná plocha: 60,2 m²
- Hmotnost prázdného letounu: 12 680 kg
- Vzletová hmotnost: 18 860 kg
- Plošné zatížení křídla: 313 kg/m²
- Poměr tahu a hmotnosti: 0,54
- Pohonná jednotka: 2 × proudový motor Rolls-Royce Avon Mk.208
  - Statický tah motoru: 50 kN

### Výkony
- Maximální rychlost: Mach 0,91, tj. 1110 km/h u hladiny moře.
- Dostup: 15 000 m
- Stoupavost: 46 m/s
- Dolet: 1270 km bez použití přídavných nádrží nebo doplňování paliva za letu

### Výzbroj
- 4 × řízená střela vzduch-vzduch Red Top nebo Firestreak
- 2 × 227kg (500lb) puma (další varianty výzbroje jsou uvedeny v textu)

### Avionika
- Radiolokátor: GEC AI.18 pro sledování vzdušných cílů